# Oktibbeha megye
Oktibbeha megye az Amerikai Egyesült Államokban, azon belül Mississippi államban található. Megyeszékhelye és legnagyobb városa Starkville. Lakosainak száma 51 788 fő (2020. április 1.). Oktibbeha megye Clay, Winston, Lowndes, Neshoba, Webster és Choctaw megyékkel határos.

## Népesség
A megye népességének változása:
| Lakosok száma | 47 691 | 47 864 | 48 992 | 49 043 | 49 800 | 51 788 |
|               | 2010   | 2011   | 2012   | 2013   | 2015   | 2020   |